# Томіко Ітоока
Томіко Ітоока (яп. 糸 岡富子; нар. 23 травня 1908 — 29 грудня 2024) — японська довгожителька, вік якої підтверджений Групою геронтологічних досліджень (GRG), Книгою рекордів Гіннеса та Групою LongeviQuest (LQ). 19 серпня 2024 року після смерті Марії Браньяс Морери, вона стала найстарішою живою людиною у світі та найстарішою в Японії, після смерті Фуси Тацумі 12 грудня 2023 року. Вона входила до 20 найстаріших підтверджених людей у світовій історії. Померла у віці116 років, 220 днів.

## Біографія
Томіко Ітоока народилася 23 травня 1908 року в місті Осака, Японія.
Після закінчення початкової школи почала грати у волейбол. У 1928 році вона вийшла заміж, у них було 4 дітей дві доньки та два сини.
У 1939 році, коли почалася Друга світова війна, працювала на фабриці у Південній Кореї та виховувала дітей.
У 1979 році, після смерті чоловіка жила приблизно 10 років в рідному місті свого чоловіка префектури Нара. Вона також любила забиратися на гору Нідзьо, яка знаходиться між префектурами Нара та Осака висотою приблизно 2 800 метрів.
У 1988 році, у віці 80 років двічі брала участь у паломництві Осака 33 Каннон.
У віці 100 років, у 2008 році, піднялася довгими кам'яними сходами храму Асія без палиці та поклонялася. Вона багато разів відвідувала храм Якусідзі у префектурі Нара та любила писати сутри.
23 травня 2018 року Томіко Ітоокі виповнилося 110 років.
Томіко Ітоока померла в Асії, префектура Хіого, Японія, у віці 116 років, 220 днів. Після її смерті найстарішою живою людиною на Землі стала Іна Канабарро Лукас з Бразилії, а найстарішою живою людиною у Японії стала Окагі Хаясі.

## Рекорди довгожителя
- 4 грудня 2022 року Томіко Ітока увійшла до 100 найстаріших людей у світовій історії.
- 23 травня 2023 року стала 66-ю верифікованою людиною в історії, яка відзначила своє 115-річчя.
- 9 вересня 2023 року увійшла до 50 найстаріших верифікованих людей у світі.
- 12 грудня 2023 року після смерті Фуси Тацумі, Ітоока Томіко стала найстарішою живою людиною в Японії та 3-ю найстарішою живою верифікованою довгожителькою у світі.
- 22 лютого 2024 року після смерті Едді Чекареллі, Томіко Ітоока стала 2-ю найстарішою живою людиною у світі, чий вік був підтверджений.
- 3 травня 2024 року увійшла до 30 найстаріших верифікованих людей у світі.
- 23 травня 2024 року стала 30-ю верифікованою людиною в історії, яка відзначила своє 116-річчя[20].
- 19 серпня 2024 року, після смерті Марії Браньяс Морери стала найстарішою живою людиною на Землі[21][22].